# Calveion Landrum
Calveion „Juicy” Landrum (ur. 30 października 1997 w Waco) – amerykańska koszykarka występująca na pozycjach rozgrywającej lub rzucającej.
12 czerwca 2020 została zawodniczką Pszczółki Polski-Cukier AZS-UMCS Lublin. 9 września opuściła klub jeszcze przed rozpoczęciem sezonu, rozwiązując umowę za porozumieniem stron.

## Osiągnięcia
Stan na 10 września 2020, na podstawie, o ile nie zaznaczono inaczej.

### NCAA
- Mistrzyni NCAA (2019)
- Uczestniczka rozgrywek:
  - Elite 8 turnieju NCAA (2017, 2019)
  - Sweet 16 turnieju NCAA (2017–2019)
- Mistrzyni:
  - turnieju konferencji Big 12 (2018, 2019)
  - sezonu regularnego Big 12 (2017–2020)
- Zaliczona do:
  - I składu Big 12 (2020 przez Waco Tribune-Herald)
  - II składu Big 12 (2019)
  - honorable mention Big 12 (2020)
- Zawodniczka tygodnia Big 12 (13 stycznia 2019, 23 grudnia 2019)